# Hyperbolický tangens

Graf hyperbolického tangens

Hyperbolický tangens (tangens hyperbolicus) je hyperbolická funkce. Značí se {\displaystyle \tanh }, dříve {\displaystyle \operatorname {tgh} }.

## Definice
Hyperbolický tangens je definován jako podíl hyperbolického sinu a hyperbolického kosinu:
{\displaystyle \tanh x={\frac {\sinh x}{\cosh x}}={\frac {e^{x}-e^{-x}}{e^{x}+e^{-x}}}={\frac {e^{2x}-1}{e^{2x}+1}}={\frac {1-e^{-2x}}{1+e^{-2x}}}}.
Definice platí i pro komplexní argument. Pomocí ryze imaginárního úhlu jej lze definovat jako
{\displaystyle \tanh x=-{\rm {i}}\tan {\rm {i}}x\!}, kde {\displaystyle {\rm {i}}} je imaginární jednotka.

## Vlastnosti
- {\displaystyle \tanh } je rostoucí funkce

- Definiční obor funkce

{\displaystyle D{\bigl (}\tanh {\bigr )}=\mathbb {R} }
- Obor hodnot funkce

{\displaystyle H{\bigl (}\tanh {\bigr )}={\bigl (}-1,+1{\bigr )}}
- Hyperbolický tangens je lichá funkce, je tedy splněna podmínka

{\displaystyle \tanh(-x)=-\tanh x.}
- Pro součet argumentů, dvojnásobný a poloviční argument platí:

{\displaystyle \tanh(x+y)={\frac {\tanh(x)+\tanh(y)}{1+\tanh(x)\cdot \tanh(y)}}}
{\displaystyle \tanh(2x)={\frac {2\tanh(x)}{1+\tanh ^{2}(x)}}}
{\displaystyle \tanh {\frac {x}{2}}={\sqrt {{\frac {1}{2}}(\cosh(x)-1)}}}
- Inverzní funkcí k hyperbolickému tangens je hyperbolometrická funkce argument hyperbolického tangens (artanh x):

{\displaystyle {\mbox{artanh}}(x)={\frac {1}{2}}\ln \left({\frac {1+x}{1-x}}\right)}, kde {\displaystyle |x|<1}
- Derivace hyperbolického tangens:

{\displaystyle {\frac {d}{dx}}\tanh x=1-\tanh ^{2}x=\operatorname {sech} ^{2}x=1/\cosh ^{2}x\,}
- Neurčitý integrál:

{\displaystyle \int \tanh xdx=\ln(\cosh x)}.